# Zamek Fürstenberg
Zamek Fürstenberg (niem. Burg Fürstenberg) – ruiny zameku na wzgórzu w pobliżu miejscowości Rheindiebach, Nadrenia-Palatynat, Niemcy, na lewym brzegu rzeki Ren.

## Historia
Budowa zamku została rozpoczęta pod koniec XIII wieku, a zakończona ok. roku 1300. Służył jako zamek obronny Arcybiskupstwa Kolonii. Zniszczony w 1689; nie został nigdy odbudowany.